# 斉藤大介
斉藤 大介（さいとう だいすけ、1980年8月29日 - ）は、大阪府高槻市出身の元サッカー選手、サッカー指導者。ポジションはMF（ボランチ）、DF（センターバック）。

## 来歴
高校時代、大阪選抜で稲本潤一とダブルボランチを組んでいたことがある。林卓人は金光大阪高等学校の2年後輩にあたる。
1999年、京都パープルサンガ（現：京都サンガF.C.）に入団。3年目の2001年までは出場機会に恵まれなかった。
2002年も序盤は途中出場の1試合のみの出場（その試合も本来はベンチ外で、当日に他の選手の負傷によって急遽ベンチ入りしたもの）にとどまっていたが、転機が訪れたのはリーグ戦中断中に行われたこの年のナビスコカップ予選リーグであった。当時、ボランチのレギュラーであった朴智星が2002 FIFAワールドカップで韓国代表に合流するためチームを離れたことによりレギュラーに抜擢され、展開力と正確なロングパスで彼の穴を埋める活躍を見せる。ワールドカップ終了後に朴が合流した後は、黒部光昭、松井大輔らと組む3トップの一角として起用された。この年チームは過去最高の年間5位、天皇杯初制覇を達成した。
2003年に背番号を16に変更。チームは怪我人や移籍した朴智星の穴を埋められず低迷、再びJ2に降格した。このシーズンは、途中から監督に就任したピム・ファーベーク監督の下ではセンターバックで起用されることも多かった。2度目のJ2となった2004年、シーズン当初はレギュラーとして起用されていたが第2クール以降はポジションを失い、サブにすら入れないことも多かった。J1昇格も逃したが、シーズン終盤に調子を取り戻した。
副キャプテンに就任し迎えた2005年は石井俊也、米田兼一郎らボランチの選手が新加入し、チーム内での争いも激しくなったが、開幕から大黒柱といえる活躍で不動のレギュラーを獲得。この年、J1昇格を達成した京都の躍進を支えた。2006年も攻守の要として奮闘したが、チームは1年で降格した。この年はキャプテンマークを巻くことも多かった。
2007年はキャプテンにも任命され、48試合全てに出場し、1年でのJ1復帰に貢献した。
2008年7月、ベガルタ仙台へ期限付き移籍。高校の2年後輩に当たるGK林卓人（コンサドーレ札幌より期限付き移籍）とチームメイトに。同年シーズン終了後、仙台への完全移籍が発表された。
2009年夏頃から調子を崩し、長く試合に出られない日々が続いたが、翌2010年8月、千葉直樹の負傷により先発出場の機会を得ると、リーグ戦15試合ぶりの勝利に貢献。これ以降レギュラーに復帰。
2011年7月5日、徳島ヴォルティスに完全移籍で加入。移籍以後の全リーグ戦に出場し活躍した。2012年、最終ラインに怪我人が続出したシーズン途中よりセンターバックにコンバートされ出場していたが、8月22日の湘南ベルマーレ戦でアキレス腱断裂の大怪我を負い、以降試合には出られなかった。2013年シーズンはキャプテンに就任。開幕戦は欠場したが先発に復帰し、中盤戦からは本職のボランチでプレー。J1に昇格して迎えた2014年は前年と比べて出場試合数こそ減少したが、21試合に先発出場して苦戦を強いられたチームを支えた。
2015年12月、Jリーグ合同トライアウトに出場。2016年より栃木SCに完全移籍したが、2016年シーズンをもって契約満了に伴い退団。
2017年、高知ユナイテッドSCに加入。
2018年、おこしやす京都ACに移籍した。
2019年1月15日、現役を引退して京都の普及部コーチに就任すると発表され、19日の練習試合（おこしやす京都ACvs京都サンガF.C.）が引退試合となる。

## 所属クラブ
- 高槻第八中学校[1]
- 金光大阪高等学校[1]
- 1999年 - 2008年  京都パープルサンガ
  - 2008年8月 - 同年12月  ベガルタ仙台（期限付き移籍）
- 2009年 - 2011年6月  ベガルタ仙台
- 2011年7月 - 2015年  徳島ヴォルティス
- 2016年  栃木SC
- 2017年  高知ユナイテッドSC
- 2018年  おこしやす京都AC

## 個人成績
| 国内大会個人成績 | 国内大会個人成績 | 国内大会個人成績 | 国内大会個人成績 | 国内大会個人成績 | 国内大会個人成績 | 国内大会個人成績 | 国内大会個人成績 | 国内大会個人成績 | 国内大会個人成績 | 国内大会個人成績 | 国内大会個人成績 |
| 年度             | クラブ           | 背番号           | リーグ           | リーグ戦         | リーグ戦         | リーグ杯         | リーグ杯         | オープン杯       | オープン杯       | 期間通算         | 期間通算         |
| 年度             | クラブ           | 背番号           | リーグ           | 出場             | 得点             | 出場             | 得点             | 出場             | 得点             | 出場             | 得点             |
| 日本             | 日本             | 日本             | 日本             | リーグ戦         | リーグ戦         | リーグ杯         | リーグ杯         | 天皇杯           | 天皇杯           | 期間通算         | 期間通算         |
| ---------------- | ---------------- | ---------------- | ---------------- | ---------------- | ---------------- | ---------------- | ---------------- | ---------------- | ---------------- | ---------------- | ---------------- |
| 1999             | 京都             | 25               | J1               | 0                | 0                | 0                | 0                | 0                | 0                | 0                | 0                |
| 2000             | 京都             | 25               | J1               | 7                | 0                | 2                | 0                | 0                | 0                | 9                | 0                |
| 2001             | 京都             | 22               | J2               | 0                | 0                | 0                | 0                | 0                | 0                | 0                | 0                |
| 2002             | 京都             | 22               | J1               | 22               | 1                | 5                | 0                | 4                | 0                | 31               | 1                |
| 2003             | 京都             | 16               | J1               | 27               | 1                | 4                | 0                | 1                | 0                | 32               | 1                |
| 2004             | 京都             | 16               | J2               | 21               | 0                | -                | -                | 2                | 0                | 23               | 0                |
| 2005             | 京都             | 16               | J2               | 42               | 2                | -                | -                | 1                | 0                | 43               | 2                |
| 2006             | 京都             | 16               | J1               | 33               | 1                | 5                | 0                | 1                | 0                | 39               | 1                |
| 2007             | 京都             | 16               | J2               | 48               | 2                | -                | -                | 0                | 0                | 48               | 2                |
| 2008             | 京都             | 16               | J1               | 2                | 0                | 1                | 0                | -                | -                | 3                | 0                |
| 2008             | 仙台             | 31               | J2               | 16               | 1                | -                | -                | 1                | 0                | 17               | 1                |
| 2009             | 仙台             | 31               | J2               | 36               | 0                | -                | -                | 1                | 0                | 37               | 0                |
| 2010             | 仙台             | 31               | J1               | 16               | 0                | 4                | 0                | 0                | 0                | 20               | 0                |
| 2011             | 仙台             | 31               | J1               | 3                | 0                | 0                | 0                | -                | -                | 3                | 0                |
| 2011             | 徳島             | 16               | J2               | 23               | 0                | -                | -                | 1                | 0                | 24               | 0                |
| 2012             | 徳島             | 16               | J2               | 22               | 0                | -                | -                | 0                | 0                | 22               | 0                |
| 2013             | 徳島             | 16               | J2               | 31               | 0                | -                | -                | 0                | 0                | 31               | 0                |
| 2014             | 徳島             | 16               | J1               | 22               | 0                | 5                | 0                | 1                | 0                | 28               | 0                |
| 2015             | 徳島             | 16               | J2               | 22               | 0                | -                | -                | 3                | 0                | 25               | 0                |
| 2016             | 栃木             | 16               | J3               | 5                | 0                | -                | -                | -                | -                | 5                | 0                |
| 2017             | 高知U            | 2                | 四国             | 14               | 2                | -                | -                | 1                | 0                | 15               | 2                |
| 2018             | O京都            | 7                | 関西1部          | 12               | 0                | -                | -                | 1                | 0                | 13               | 0                |
| 通算             | 日本             | 日本             | J1               | 132              | 3                | 26               | 0                | 7                | 0                | 165              | 3                |
| 通算             | 日本             | 日本             | J2               | 261              | 5                | 0                | 0                | 9                | 0                | 245              | 5                |
| 通算             | 日本             | 日本             | J3               | 5                | 0                | -                | -                | 0                | 0                | 5                | 0                |
| 通算             | 日本             | 日本             | 四国             | 14               | 2                | -                | -                | 1                | 0                | 15               | 2                |
| 通算             | 日本             | 日本             | 関西1部          | 12               | 0                | -                | -                | 1                | 0                | 13               | 0                |
| 総通算           | 総通算           | 総通算           | 総通算           | 424              | 10               | 26               | 0                | 18               | 0                | 468              | 10               |

その他の公式戦
- 2003年
  - スーパーカップ 1試合0得点
- 2007年
  - J1・J2入れ替え戦 2試合0得点
- 2008年
  - J1・J2入れ替え戦 2試合0得点
- 2013年
  - J1昇格プレーオフ 2試合0得点
- Jリーグ初出場 2000年3月25日 対ガンバ大阪戦
- Jリーグ初ゴール 2002年7月20日 対ヴィッセル神戸戦

## タイトル
- 天皇杯優勝 2002年

## 参考・出典
1. 1 2 3 4 5  『斉藤 大介選手　徳島ヴォルティスより完全移籍加入のお知らせ』（プレスリリース）栃木SC、2016年1月4日。2016年1月4日閲覧。
2. ↑  斉藤 大介選手の負傷について
3. ↑  【Jリーグ】トライアウトで垣間見えた"ベテランの価値と矜持" サッカーダイジェストweb（2015年12月12日）
4. ↑  “Ｊ２復帰逃した栃木　ベテラン斉藤、佐々木ら６選手が契約満了”. スポニチアネックス. (2016年12月7日) 2016年12月7日閲覧。
5. ↑  新入団選手のお知らせ（2/4） 高知ユナイテッドSC、2017年2月4日
6. ↑  斉藤 大介選手（高知ユナイテッドSC）　新加入内定のお知らせ アミティエSC京都公式サイト、2018年1月24日
7. ↑  『斉藤大介氏 普及部コーチ就任のお知らせ』（プレスリリース）京都サンガF.C.、2019年1月15日。2019年1月15日閲覧。

- 京都サンガF.C. オフィシャルサイト[リンク切れ]、京都サンガF.C.
- 『2007 J1&J2 リーグ選手名鑑』ベースボール・マガジン社、2007年3月9日付